# Emlyn Hooson, Baron Hooson
Hugh Emlyn Hooson, Baron Hooson QC (* 26. März 1925 in Denbigh; † 21. Februar 2012 in Llanidloes) war ein britischer Politiker (Liberal Democrats) und Jurist.

## Leben und Karriere
Er wurde in Denbigh als Sohn des walisisch-sprechenden Landwirts Hugh Hooson und seiner Frau Elsie geboren. Hooson besuchte die Denbigh Grammar School und das University College of Wales der Aberystwyth University, wo er 1948 einen Abschluss in Rechtswissenschaften (Law) machte. Während des Zweiten Weltkrieges diente er von 1943 bis 1945 in der Royal Navy. In dieser Zeit wurde sein Interesse an der Politik geweckt.

### Juristische Karriere
Er wurde Barrister, 1949 wurde er von der Anwaltskammer Gray’s Inn zugelassen und wurde 1960 der bis dahin jüngste Kronanwalt.
Er war von 1960 bis 1971 stellvertretender Vorsitzender (Deputy Chairman) der vierteljährlichen Gerichtssitzungen (Quarter Sessions) in Flint, ab 1962 (laut Debretts von 1960 bis 1967) in Merioneth und von 1967 bis 1971 Vorsitzender (Chairman), sowie Mitglied des Bar Council ab 1965.
1968 wurde er am Gray’s Inn Vorsitzender Richter (Bencher), 1985 stellvertretender Schatzmeister (Vice-Treasurer) und 1986 Schatzmeister (Treasurer). Als Kronanwalt verteidigte er Ian Brady, einen der beiden Moormörder, als dieser im Frühjahr 1966 beim Chester Crown Court angeklagt und verurteilt wurde, drei Morde begangen zu haben. Er übernahm die Verteidigung zahlreicher weiterer Gewaltverbrecher, wobei er zu der Überzeugung gelangte, dass die Todesstrafe diese nicht von ihren Taten abgehalten hätte. Als Verteidigungsminister Duncan Sandys die Wiedereinführung der Todesstrafe durchsetzen wollte, da es einen Anstieg von Verurteilungen wegen Mordes gab, wies Hooson darauf hin, dass dies daran liege, dass die Gerichte nun eher bereit wären, Schuldsprüche zu fällen.
1971 war er Recorder von Merthyr Tydfil und Swansea, sowie von 1972 bis 1993 beim Crown Court. Von 1971 bis 1974 war er Vorsitzender (Leader) des Wales & Chester Circuit.

### Beginn der politischen Tätigkeit
Bei der Unterhauswahl 1950 und erneut bei der Unterhauswahl 1951 trat er für den Wahlkreis Conway erfolglos an.
1955 wurde er Vorsitzender (Chairman) der Liberal Party of Wales und wurde 1965 zum Mitglied des Vorstandes der Liberal Party gewählt.

## Mitgliedschaft im House of Commons
Bei einer Nachwahl im Wahlkreis Montgomery 1962, verursacht durch den Tod von Clement Davies, wurde Hooson ins Unterhaus gewählt.
Von 1962 bis 1979 war er Sprecher der Liberalen für Verteidigung, Äußeres, Inneres, Justiz, Landwirtschaft und walisische Angelegenheiten.
Nach vier Jahren überredete er die walisischen Liberalen, ihre eigene Partei zu gründen, die Welsh Liberal Party, bei der er von 1966 bis 1979 Vorsitzender (Leader) war. Er trat 1967 bei der Wahl des Vorsitzenden der Liberal Party an, zog dann aber seine Kandidatur zugunsten von Jeremy Thorpe zurück.
Nach Verlusten der Liberalen bei der Unterhauswahl 1970 sagte Hooson der Liberal Assembly, dass die Öffentlichkeit eine Partei der Mitte wolle und beschuldigte Jo Grimond und Jeremy Thorpe, die Partei zu weit nach links ausgerichtet zu haben.
1971 gab das frühere Männermodel Norman Scott in Westminster gegenüber Hooson, dem Parteivorsitzenden David Steel und Frank Byers (dem Vorsitzenden der Liberalen im Oberhaus) an, Jeremy Thorpe hätte in den frühen 1960er Jahren eine homosexuelle Beziehung mit ihm gehabt. Thorpe stritt die Anschuldigung ab; Hooson leitete jedoch eine Untersuchung ein, was eine weitere, parteiinterne Untersuchung auslöste. Obwohl diese Thorpe freisprach, legte Hooson ihm einen Rücktritt vom Parteivorsitz und vom Parlamentsmandat nahe. Thorpe wurde 1976 zum Rücktritt gebracht, als die Affäre öffentlich wurde und er der Anstiftung und Verschwörung zum Mord an Scott angeklagt wurde. Peter Bessell, Abgeordneter der Liberal Party, sagte aus, dass Hooson von Zahlungen bis zu £ 700 an Scott wusste. Das Gericht hörte als Beweismittel außerdem eine Tonbandaufnahme an, auf der David Holmes, einer der Mitangeklagten, Bessell erzählte, dass Hooson fest auf die Ablösung Thorpes setzte. Thorpe wurde freigesprochen.
Der Regierung Wilson stand er teilweise skeptisch gegenüber. Er verlangte, dass diese die Verstaatlichung der Stahlindustrie aufgibt.
Nach dem Verlust der Mehrheit der Labour Party im März 1977 ging der damalige Premierminister James Callaghan auf die Liberalen zu, um eine Übereinkunft zu erzielen. Daraufhin versuchte Hooson David Steel zu überreden, dies abzulehnen. Hoosons Rat wurde jedoch zurückgewiesen. Dennoch beschrieb Hooson später den Zeitraum von 1977 bis 1978 als eine Zeit, in der ein „aufrechter Versuch gemacht wurde, die Interessen des Landes an erste Stelle zu stellen“. 1978 äußerte er sich kritisch über Margaret Thatcher und ihren Umschwung zur Rechten und ihre Unfähigkeit mit Edward Heath und Peter Walker zusammenzuarbeiten.
1979 unterlag er dem Kandidaten der Conservative Party, Delwyn Williams. Abgesehen von den vier Jahren nach seiner Niederlage und erneut bei der Unterhauswahl 2010 wurden im Wahlkreis Montgomeryshire seit 1880 liberale oder den Liberalen nahestehende Kandidaten gewählt.

## Mitgliedschaft im House of Lords
Hooson wurde am 26. Juli 1979 zum Life Peer als Baron Hooson, of Montgomery in the County of Powys and of Colomendy in the County of Clwyd ernannt. Seine Antrittsrede im House of Lords hielt er am 20. Februar 1980. Dort vertrat er die Liberal Democrats.
Als Themen von politischen Interesse nannte er auf der Webseite des Oberhauses Recht, Verfassungsfragen, Landwirtschaft, Verteidigung, Wales, Europa und internationale Angelegenheiten. Als Staaten von Interesse nannte er die Staaten Europas, die USA, Kanada und Südafrika. Er war Sprecher der Liberal Democrats für Justiz, Landwirtschaft und Europapolitik von 1979 bis 1996, sowie von 1996 bis 2001 für walisische Angelegenheiten. Von 1983 bis 1986 war er Präsident der Welsh Liberal Party.
Als die Liberalen 1988 mit der SDP verschmolzen, unterstützte Hooson die Kandidatur von Alan Beith zum Parteivorsitzenden gegen Paddy Ashdown.
Er lehnte weit reichende Reformen ab, die der konservative Lordkanzler James Mackay, Baron Mackay of Clashfern vorschlug. Er setzte sich für eine Verbesserung der Mental Health Bill ein, forderte Reformen bei der Polizei und sprach zu Rechtsreform und Drogen. Auch setzte er sich für kleinere Unternehmen in Wales ein. 2004 unterstützte er Roger Roberts bei dessen Einführung ins House of Lords.
Im Zeitraum ab 2001 war Hooson zunächst regelmäßig an Sitzungstagen anwesend. Seine Anwesenheit ließ später aber immer mehr nach. Ab Oktober 2010 war er nicht mehr anwesend.
Am 15. Dezember 2005 hatte er sich zuletzt zu Wort gemeldet. An einer Abstimmung nahm er zuletzt am 13. Juli 2010 teil. Hooson war seit dem 4. April 2011 durch einen Leave of Absence vom House of Lords beurlaubt.

## Wirken in der Öffentlichkeit
Hooson war Vorsitzender (Chairman) der Parliamentary Groups for World Government. Als einziger Liberaler stimmte er gegen den Eintritt in die Europäische Wirtschaftsgemeinschaft. Er trieb die Devolution voran, unter anderem mit der Government of Wales Bill 1966, die einen komplett walisischen Senat von 88 Mitgliedern vorsieht. Später unterstützte die National Assembly for Wales und die Förderung der walisischen Sprache.
Hooson war gegen den Vietnamkrieg und den Falklandkrieg.
Zunächst war er europaskeptisch eingestellt und versuchte zu erreichen, dass die Liberal Party, ab 1988 die Liberal Democrats eine weniger proeuropäische Haltung einnehmen. In späteren Jahren setzte er sich gegen den Einfluss der Euroskeptiker bei den Konservativen ein.

## Weitere Ämter
Hooson war von 1962 bis 1979 britischer Delegierter bei der Parlamentarischen Versammlung der NATO. In diesem Zeitraum gehörte er dem Political Committee of North Atlantic Assembly an und war von 1975 bis 1979 dessen stellvertretender Vorsitzender (Vice-chair). Von 1974 bis 1979 war er Berichterstatter (Raporteur) der Working Party on East-West Relations.
1985 wurde Hooson Non-Executive Director von Laura Ashley plc (bis 1996) und von 1995 bis 1996 dessen Vorsitzender (Chairman). Von 1986 bis 1997 war er bereits Vorsitzender des Treuhandrates (Chairman of the Trustees). 1990 war er an einer Rettungsaktion des wirtschaftlich angeschlagenen Konzerns beteiligt, die von der Bank of England und weiteren 15 Banken unterstützt wurde.
Seit 1985 war er Vizepräsident (Vice-President) von Peace Through NATO. Von 1987 bis 1993 war Hooson Präsident des International Eisteddfod, einem Musikfestival, das jährlich in Llangollen stattfand. 1965 und 2001 war er Präsident des Royal National Eisteddfod, sowie 1966 Honorary White Bard of the Gorsedd.
Von 1989 bis 1993 gehörte er dem Vorstand (Governing Body) des Institute of Grass and Environmental Research an. Von 1991 bis 2000 war er Non-Executive Chairman von Severn River Crossing plc. Er war Präsident von Wales International und gehörte dem ITV Advisory Council an.

## Ehrungen
Hooson wurde 1971 Honorary Professorial Fellow des University College of Wales.
Die University of Wales ehrte Hooson 2003 für seine Leistung als Politiker und seinen Beitrag zum rechtlichen und öffentlichen Leben in Wales. 2008 wurde er Ehrenbürger (Honorary Burgess) von Denbigh.

## Familie
Hooson war Mitglied einer alten, nordwalisischen landwirtschaftlich tätigen Familie. Hooson war selbst auch als Landwirt tätig. Er war der Cousin und politische Gegner von Tom Hooson, einem konservativen Abgeordneten, der 1985 starb.
Er war mit Shirley Hamer seit 1950 verheiratet, die Tochter eines Lord Lieutenant war. Sie hatten zwei Töchter. Hooson starb am 21. Februar 2012 im Alter von 86 Jahren nach langer Krankheit.